# Stenaelurillus werneri
Stenaelurillus werneri là một loài nhện trong họ Salticidae.
Loài này thuộc chi Stenaelurillus. Stenaelurillus werneri được Eugène Simon miêu tả năm 1906.